# جون فيريس
جون فيريس هو سياسي كندي، ولد في 9 يناير 1811 في نيو برونزويك في كندا، وتوفي في 1884. حزبياً، نشط في الحزب الليبرالي الكندي. وقد انتخب عضو الجمعية التشريعية لنيو برونزويك ‏ وانتخب عضو مجلس العموم الكندي.